# Marianne Kneuer
Marianne Rosl Kneuer-Heddesheimer (* 19. Juni 1964 in Bonn) ist eine deutsche Politikwissenschaftlerin.

## Leben
Kneuer studierte Hispanistik, Politikwissenschaft und Philosophie an der Rheinischen Friedrich-Wilhelms-Universität Bonn und der Universidad Complutense de Madrid. Nach dem Magister Artium 1989 wurde sie 1991 zur Dr. phil. (Dissertation: Literatur und Philosophie. Ihr Verhältnis bei Ernesto Sábato) promoviert.
Sie war als Journalistin tätig u. a. für Die Politische Meinung und die Frankfurter Allgemeine Zeitung. Von 1994 bis 1999 war sie Referentin im Planungsstab von Bundespräsident Roman Herzog.
Von 2001 bis 2004 war sie Stipendiatin der Deutschen Forschungsgemeinschaft (DFG). 2005 habilitierte sie sich in Politikwissenschaften an der Katholischen Universität Eichstätt-Ingolstadt mit der Arbeit Demokratisierung durch die EU. Süd- und Ostmitteleuropa im Vergleich. Danach vertrat sie Professuren an der Universität Erfurt, der Fernuniversität in Hagen und der Technischen Universität Darmstadt. Von 2011 bis 2021 war sie Professorin für Politikwissenschaft an der Stiftung Universität Hildesheim, ehe sie im Oktober 2021 die Professur für Politische Systeme und Systemvergleich an der Technischen Universität Dresden übernahm.
Sie ist Mitglied verschiedener Vereinigungen u. a. der Deutschen Vereinigung für Politikwissenschaft (DVPW) und der Deutschen Gesellschaft für Politikwissenschaft (DGfP). Von 2011 bis 2013 war sie Vorsitzende der DGfP und von 2018 bis 2021 Präsidentin der International Political Science Association (IPSA). Sie ist als Mitherausgeberin von Buchreihen tätig und auch Mitherausgeberin der Zeitschrift für Vergleichende Politikwissenschaft (ZfVP).
Kneuer ist verheiratet und Mutter von zwei Kindern.

## Schriften (Auswahl)

### Monografien
- Literatur und Philosophie. Ihr Verhältnis bei Ernesto Sábato (= Hispanistische Studien. Band 22). Lang, Frankfurt am Main u. a. 1991, ISBN 3-631-43978-4.
- Demokratisierung durch die EU. Süd- und Ostmitteleuropa im Vergleich. VS Verlag für Sozialwissenschaften, Wiesbaden 2006, ISBN 978-3-531-15077-2.
- Soziale Medien in Protestbewegungen. Neue Wege für Diskurs, Organisation und Empörung? (mit Saskia Richter), Frankfurt am Main, New York 2015, ISBN 978-3-593-50300-4.

### Herausgeberschaften
- Externe Faktoren der Demokratisierung, Nomos, Baden-Baden 2009, 2. Aufl. 2014, ISBN 978-3-8487-1372-1 (mit Gero Erdmann).
- Mit Irene Gerlach, Eckhard Jesse, Nikolaus Werz: Politikwissenschaft in Deutschland (= Veröffentlichungen der Deutschen Gesellschaft für Politikwissenschaft. Band 27). Nomos, Baden-Baden 2010, ISBN 978-3-8329-6229-6.
- Regression of democracy? (= Zeitschrift für vergleichende Politikwissenschaft. Special issue 1). VS Verlag für Sozialwissenschaften, Wiesbaden 2011, ISBN 978-3-531-18216-2 (mit Gero Erdmann).
- Globale Normen zwischen Anspruch und Wirklichkeit (= Staatlichkeit und Governance in Transformation. Band 6). Nomos, Baden-Baden 2013, ISBN 978-3-8487-0054-7 (mit Andrea Schapper und Andrea Fleschenberg dos Ramos Pinéu).
- Das Internet. Bereicherung oder Stressfaktor für die Demokratie? (= Veröffentlichungen der Deutschen Gesellschaft für Politikwissenschaft. Band 31). Nomos, Baden-Baden 2013, ISBN 978-3-8487-0531-3.
- Solidarität. Politikwissenschaftliche Zugänge zu einem vielschichtigen Begriff, Sonderband 2014 der Zeitschrift für Politikwissenschaft (mit Carlo Masala), ISBN 978-3-8487-0493-4.
- Standortbestimmung Deutschlands: Innere Verfasstheit und internationale Verantwortung, (= Veröffentlichungen der Deutschen Gesellschaft für Politikwissenschaft. Band 32). Nomos, Baden-Baden 2015, ISBN 978-3-8487-1196-3.
- Handbuch für Vergleichende Politikwissenschaft (mit Hans-Joachim Lauth und Gert Pickel), Wiesbaden 2016, ISBN 978-3-658-02337-9
- Web 2.0 – Demokratie 3.0: Digitale Medien und ihre Wirkung auf demokratische Prozesse (mit Samuel Salzborn), Wiesbaden 2016, ISBN 978-3-658-13499-0
- Measuring the Quality of Democracy (with Brigitte Geißel and Hans-Joachim Lauth), International Political Science Review, Special Issue, November 2016.
- E-Government und Netzpolitik im europäischen Vergleich (2. überarbeitete Auflage), mit Wolf Schünemann, Nomos, Baden-Baden 2019, ISBN 978-3-8452-9191-8.
- Political Science and Digitalization – Global Perspectives, mit Helen Milner, Barbara Budrich, 2019, ISBN 978-3-8474-2332-4.
- Authoritarian Gravity Centers. A Cross-Regional Study of Authoritarian Promotion and Diffusion, mit Thomas Demmelhuber, Routledge, 2021, ISBN 978-0-367-44284-2.